# Monte Urabice
Monte Uràbice (in sloveno Vrabče, nel XIX secolo in tedesco Urabtsche) è un paese della Slovenia, insediamento (naselje) del comune di Sesana, posto su una catena collinare (Vrhe) che sovrasta la sponda destra del torrente Rassa (Raša).
La località è situata a 13,5 km a nord-est del capoluogo comunale e a 17,0 km dall'Italia.
È capoluogo di una delle 13 comunità locali in cui si suddivide il comune. Essa include, oltre al capoluogo, anche i vicini insediamenti di Jakovce, Tabor, Veliko Polje, Sela, San Tommaso (Stomaž), Razguri e Griže.

## Storia
Dopo la caduta dell'Impero romano d'Occidente, e la parentesi del Regno ostrogoto, i Longobardi si insediarono nel suo territorio (come nel resto della Carniola), seguiti poi attorno al VI secolo da popolazioni slave. Alla caduta del Regno longobardo subentrarono quindi i Franchi; nell'887 Arnolfo, Re dei Franchi orientali, istituì la marca di Carniola; nel 957 la Carniola passò sotto l'autorità del Duca di Baviera e poi nel 976 nel Ducato di Carinzia appena costituito dall'imperatore Ottone II.

In seguito il Ducato di Carinzia passò, come ricompensa per i servigi resi all'imperatore Rodolfo I contro Ottocaro II di Boemia, a Mainardo II di Tirolo-Gorizia, ma nel 1335 alla morte del figlio di questi, Enrico di Carinzia e Tirolo, la regione venne affidata da Ludovico il Bavaro alla Casa d'Asburgo seguendone le sorti fino al 1918.

Con il trattato di Schönbrunn (1809) entrò a far parte delle Province Illiriche.

Col Congresso di Vienna nel 1815 Vrabče (Urabtsche) rientrò in mano austriaca, venendo inclusa nel comune di Gross Pulle, inquadrato nel Ducato di Carniola. Successivamente divenne essa stessa capoluogo del comune, che nel frattempo si era allargato, includendo, oltre ai villaggi di Polje (o Polje pri Vrabčah, ted. Groß Pule), Jakovce (o Jakovice, ted. Jakouze) e Razguri (o Rasguri), anche il comune catastale di Griže (ted. Grische), con i villaggi di Bogu (o Bogou), Mahniče (ted. Machnitsche) e Sela (o Siela).
Dopo la prima guerra mondiale e il Trattato di Rapallo, nel 1920 entrò a far parte del Regno d'Italia. Il nome del paese venne italianizzato dapprima in Vrabice e successivamente dal 1923 in Monte Urabice. Nello stesso anno il comune venne inquadrato nella Provincia del Friuli come comune autonomo che comprendeva le frazioni di Bogo (Bogo), Iacovizza/Giacozze (Jakovice), Tabor, Grise (Griže), Machinice/Machinici Comparetti (Mahniče), Poglie/Pòglie Grande (Veliko Polje), Sella (Sela). Nel 1927 il comune venne compreso nella ricostituita Provincia di Gorizia, ma l'anno successivo venne soppresso e assorbito da quello di San Vito di Vipacco.
Nel 1947, in seguito alla seconda guerra mondiale e ai Trattati di Parigi, passò come il resto della regione alla Jugoslavia che lo portò sotto Sesana. Dal 1991 fa parte della Slovenia.

## Alture principali
Ovčje brdo, mt 621.

## Corsi d'acqua
Pasji rep.